# لاناریوبیوس
لاناریوبیوس (به انگلیسی: Laminaribiose) با فرمول شیمیایی C۱۲H۲۲O۱۱ یک ترکیب شیمیایی با شناسه پاب‌کم ۱۲۲۳۵۰ است. که جرم مولی آن ۳۴۲٫۳ g/mol می‌باشد.